# Associação Desportiva e Recreativa da Pasteleira
A Associação Desportiva e Recreativa da Pasteleira é um clube português sediado no Bairro da Pasteleira, na freguesia de Lordelo do Ouro, concelho e distrito do Porto. Fundado em 6 de agosto de 1962, o clube tem como presidente José Barbosa. Os jogos em casa são realizados no Estádio da Pasteleira.
Na temporada 2024-2025, a equipa sénior de futebol disputa a Divisão de Elite da Associação de Futebol do Porto (AF Porto).

## Palmares
Na época 21/22 o ADR Pasteleira conquistou a AF Porto 1ª Divisão sendo esse o seu único titulo na sua historia.